# John Mica

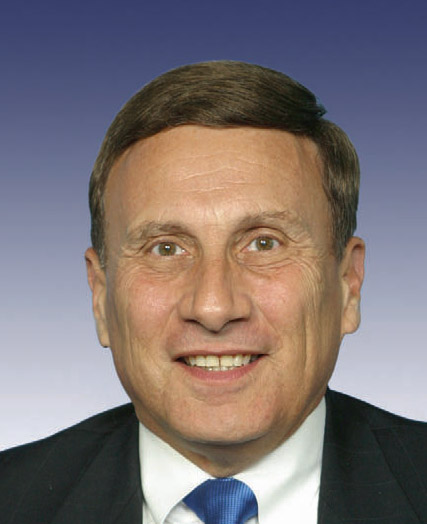
John Mica

John L. Mica (* 27. Januar 1943 in Binghamton, New York) ist ein US-amerikanischer Unternehmer, Politiker der Republikanischen Partei und von 1993 bis 2016 Mitglied des US-Repräsentantenhauses für Florida. Nach seiner Abwahl im Jahr 2016 schied er am 3. Januar 2017 aus dem Kongress aus.

## Biografie
Nach dem Besuch der Miami-Edison High School studierte er zunächst am Miami-Dade Community College und erwarb dort 1965 eine Associate Degree (A.A.). Danach studierte er an der University of Florida und beendete diese 1967 mit einem Bachelor of Arts (B.A.). Anschließend war er als Unternehmer tätig.
Seine politische Laufbahn begann er 1977 als Mitglied im Repräsentantenhaus von Florida (Florida House of Representatives), dem er als Vertreter der Republikaner bis 1981 angehörte. Anschließend war er bis 1985 Mitarbeiter im Stab von Paula Hawkins, die damals neu zur republikanischen US-Senatorin für Florida gewählt wurde.
1992 wurde Mica schließlich erstmals zum Mitglied im US-Repräsentantenhaus gewählt und vertritt dort nach bisher elf Wiederwahlen seit dem 3. Januar 1993 den 7. Kongresswahlbezirk Floridas. Zwischenzeitlich war er als ranghöchstes Mitglied der republikanischen Minderheitsfraktion (Ranking Minority Member) Oppositionsführer im Ausschuss für Transport und Infrastruktur (US House Committee on Transportation and Infrastructure). Seine gegenwärtige Amtszeit läuft noch bis zum 3. Januar 2017. Im November 2016 unterlag er bei einer erneuten Kandidatur gegen die Demokratin Stephanie Murphy. Er war Mitglied im United States House Committee on Transportation and Infrastructure und im United States House Committee on Oversight and Government Reform sowie in zwei Unterausschüssen.
Sein Bruder Daniel A. Mica war von 1979 bis 1989 ebenfalls Mitglied des US-Repräsentantenhauses für Florida.